# Cançoner popular de Mallorca
El Cançoner popular de Mallorca recollit pel pare Rafel Ginard i Bauçà, és un recull integrat per més de quinze mil cançons tradicionals mallorquines, cosa que el converteix en el major que s'hagi fet en català i un dels més extensos del món.
Va ser premiat per l'Institut d'Estudis Catalans el 1949 i el 1955, i va rebre el Premi Ciutat de Palma de folklore el 1958.
Editat en quatre volums per l'Editorial Moll de Mallorca entre 1966 i 1975, l'any 2014 el Consell Insular de Mallorca anuncià catalogació i digitalització el seu llegat.